# فنسنت فيدال
فنسنت فيدال (بالفرنسية: Vincent Vidal)‏ هو رسام فرنسي، ولد في 20 يناير 1811 في قرقشونة في فرنسا، وتوفي في 1887 في باريس في فرنسا.